# Veronika Petrovici
Veronika (auch Veronica) Petrovici (* 21. Juli 1934 in Tătulești, Olt, Rumänien; † 2. April 2023) war eine rumänisch-deutsche plastische Chirurgin sowie apl. Professor für Plastische und Rekonstruktive Chirurgie an der Medizinischen Fakultät der Universität zu Köln. Sie führte die Methode der chirurgischen Entfernung arterio-venöser Malformationen nach superselektiver Embolisierung ein.

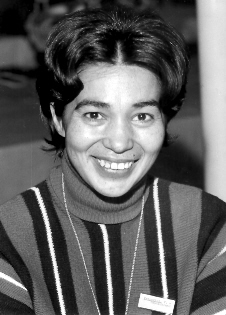
Veronika Petrovici

## Leben
Veronika Petrovici schloss das staatliche Gymnasium Slatina 1952 mit dem Abitur ab. Ihr Studium an der Medizinischen Fakultät der Universität Bukarest beendete sie 1959 mit der ärztlichen Staatsprüfung und promovierte mit der Arbeit Über Epilepsie bei cerebro-vaskulären Erkrankungen.
Die weitere Ausbildung in der Plastischen Chirurgie erhielt Veronika Petrovici ab 1960 in der Klinik für Allgemeine Chirurgie und in der Klinik für Plastische und Rekonstruktive Chirurgie der Universität Bukarest. Sie wurde 1965 als Fachärztin für Plastische Chirurgie anerkannt.
Sie siedelte 1969 nach Deutschland über, wo sie ihre Tätigkeit in der Klinik für Plastische Chirurgie der Universität zu Köln, unter der Leitung von Josef Schrudde, aufnahm. Neben ihren Verpflichtungen als Klinikärztin war es Veronika Petrovici möglich, auch wissenschaftlich zu arbeiten und sich 1982 an der Universität zu Köln mit der Arbeit Beiträge zur Klassification und Therapie der Hautangiome zu habilitieren. 1988 wurden ihr durch den Kultusminister des Landes Nordrhein-Westfalen die Rechte eines „außerplanmäßigen Professor“ an der Universität zu Köln verliehen. 
Das wissenschaftliche Werk von Veronika Petrovici ist durch die Studien über Klassifikation, Klinik und Therapie der kutanen Hämangiome und vaskulären Malformationen geprägt. Ihre Ergebnisse wurden in zahlreichen Artikeln in Fachzeitschriften und Beiträgen zu Monographien veröffentlicht. Aus ihren Beiträgen sind folgende zu erwähnen:
- Unfallbedingte Spätschädigungen des Haut- und Subkutangewebes. In: Chirurgie der Gegenwart, 1975
- Slide Swing Skin Flap. In: Encyclopedia of Flaps, 1998
- Hämangiome und vaskuläre Malformationen. In: Krupp - Plastische Chirurgie, 2000
- Tratamento chirurgico degli emangiomi e delle malformazioni vascolari del viso. In: Mattasi - Malformazioni vascolari ed emangiomi, 2003.

Das wissenschaftliche Werk und klinische Wirken von Veronika Petrovici fand durch drei Ehrenmitgliedschaften Anerkennung: International Society for the Study of Vascular Anomalies, Rumänische Akademie für Medizinische Wissenschaft, Jordanian Society for Plastik and Reconstructive Surgery.

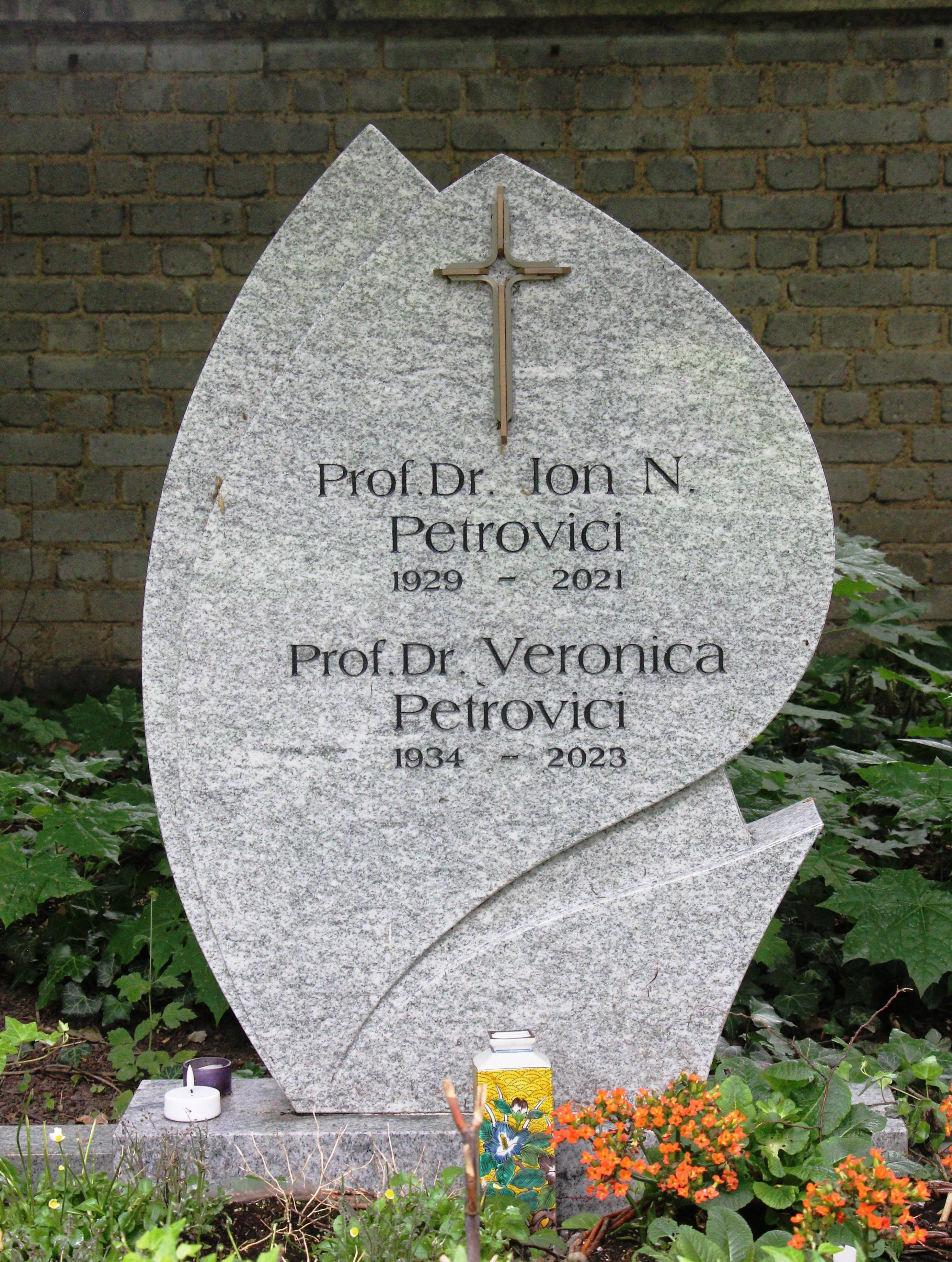
Grabstätte

Sie war Mitglied der Deutschen Gesellschaft für Chirurgie, des Vereins der Deutschen Plastischen Chirurgen, der International Society for Burn Injuries und der Società Italiana di Chirurgia Plastica.
Veronika Petrovici war verwitwet von dem Neurologen Ion N. Petrovici (1929–2021). Sie starb 2023 im Alter von 88 Jahren. Die Grabstätte der Eheleute befindet sich auf dem Kölner Melaten-Friedhof.